# Енні ван дер Мер
Енні ван дер Мер (нід. Annie van der Meer; народилась 24 лютого 1947 р.) — голландська бігунка на витривалість і швидку ходу, яка має кілька світових рекордів. Вона живе в Фрісландії Oldeholtpade.
У 1983 році Ван дер Мер завершила змагання Париж-Кольмар здолавши відстань у 518  км за час 77 годин і 40 хвилин. Є єдиною жінкою в світі, яка досягла відстані чоловіків.
Ван дер Мер занесена до Книги рекордів Гіннеса.

## Інше
Її чоловік Джуп (нід. Joop) написав буклет у поезії про переживання під час її прогулянок під назвою «Мадам Енні».(ISBN 978-90-9022361-2)
У книзі Яна Кніппенберга (нід. Jan Knippenberg) «Людина як бігун» (нід. De mens als duurloper, ISBN 978-90-4461157-1), глава Енні ван дер Мер — «Мадам Енні» містить коротку біографію, в якій описані деякі з її найважливіших змагань у Франції.
25 листопада 2011 року, під час трансляції телепередачі Goudmijn (KRO), увага приділялася «чемпіону світу, про яку ніхто ніколи не чув».